# Griechischer Fußballpokal 1961/62
Der Griechische Fußballpokal 1961/62 war die 20. Austragung des griechischen Fußballpokals.
Aufgrund von Dunkelheit und Ausschreitungen musste das Finale abgebrochen werden. Der griechische Fußballverband verweigerte die Austragung eines Wiederholungsspiels, sodass es keinen Pokalsieger gab.

## 1. Runde
|                      | Ergebnis  |                     |
| -------------------- | --------- | ------------------- |
| Panathinaikos Athen  | 2:0       | Egaleo AO Athen     |
| Ethnikos Piräus      | 5:1       | Kalogreza           |
| Apollon Athen        | 4:0       | Ergotelis           |
| Olympiakos Piräus    | 7:1       | Olympiakos Chalkida |
| Chalkida             | 1:6       | Panionios Athen     |
| AEK Athen            | 2:0 w.o.  | Kalamata            |
| Panelefsiniakos      | 0:1       | PAS Korinthos       |
| Rodiakos             | 0:2 w.o.  | OFI Kreta           |
| Niki Volos           | 2:0       | Ilisiakos           |
| PAS Ioannina         | 3:0       | Proodeftiki         |
| Olympiakos Kozani    | 3:1       | Atromitos Athen     |
| Olympos Katerini     | 0:1       | Aris Thessaloniki   |
| Doxa Dramas          | 1:1 n. V. | Pierikos Katerini   |
| PAOK Thessaloniki    | 1:0       | Makedonikos Kozani  |
| Iraklis Kavala       | 1:1 n. V. | Apollon Kalamarias  |
| Iraklis Thessaloniki | 5:1       | Apollon Serres      |

Aufgrund von Unentschieden mussten zwei Entscheidungsspiele ausgetragen werden.
|                    | Ergebnis |                |
| ------------------ | -------- | -------------- |
| Pierikos Katerini  | 3:1      | Doxa Dramas    |
| Apollon Kalamarias | 3:1      | Iraklis Kavala |

## Achtelfinale
|                     | Ergebnis  |                      |
| ------------------- | --------- | -------------------- |
| PAS Korinthos       | 0:1       | Apollon Kalamarias   |
| Niki Volos          | 2:5       | Panionios Athen      |
| PAOK Thessaloniki   | 1:1 n. V. | Aris Thessaloniki    |
| Panathinaikos Athen | 3:0       | PAS Ioannina         |
| Olympiakos Kozani   | 1:1 n. V. | Iraklis Thessaloniki |
| Olympiakos Piräus   | 9:0       | OFI Kreta            |
| Ethnikos Piräus     | 0:1       | Pierikos Katerini    |
| AEK Athen           | 1:2       | Apollon Athen        |

Aufgrund eines Unentschiedens mussten zwei Entscheidungsspiel ausgetragen werden.
|                      | Ergebnis  |                    |
| -------------------- | --------- | ------------------ |
| Iraklis Thessaloniki | 2:2 n. V. | Olympiakos Kozani+ |
| Aris Thessaloniki+   | 1:1 n. V. | PAOK Thessaloniki  |

+Nach Losentscheid weiter

## Viertelfinale
|                     | Ergebnis  |                    |
| ------------------- | --------- | ------------------ |
| Panathinaikos Athen | 6:1       | Apollon Kalamarias |
| Olympiakos Piräus   | 3:2       | Aris Thessaloniki  |
| Panionios Athen     | 2:1 n. V. | Olympiakos Kozani  |
| Pierikos Katerini   | 1:4 n. V. | Apollon Athen      |

## Halbfinale
|                     | Ergebnis  |                 |
| ------------------- | --------- | --------------- |
| Panathinaikos Athen | 5:3       | Apollon Athen   |
| Olympiakos Piräus   | 1:1 n. V. | Panionios Athen |

Aufgrund eines Unentschiedens musste ein Entscheidungsspiel ausgetragen werden.
|                 | Ergebnis |                   |
| --------------- | -------- | ----------------- |
| Panionios Athen | 2:3      | Olympiakos Piräus |

## Finale
Das Finale musste in der Verlängerung in der 97. Spielminute aufgrund von Dunkelheit abgebrochen werden. Außerdem kam es zu Unruhen unter den Zusehern, da diese vermuteten, dass beide Teams aus finanziellen Gründen ein Wiederholungsspiel anstrebten. Dies führte zu einer 31-minütigen Unterbrechung des Spiels. Der griechische Fußballverband verwehrte daraufhin die Austragung eines Wiederholungsspiels, und das Turnier endete ohne Sieger.
| Paarung             | Panathinaikos Athen – Olympiakos Piräus |
| Ergebnis            | in der 97. Minute beim Stand von 0:0 abgebrochen                                                                                             |
| Datum               | 27. Juni 1962 |
| Stadion             | Nikos-Goumas-Stadion, Nea Filadelfia |
| Schiedsrichter      | Andre Möhler ( Schweiz) |
| Tore                | keine |
| Panathinaikos Athen | Voutsaras, Tzounakos, Linoxylakis, Kamaras, Pitychoudis, Andreou, Papaemmanouil, Domazos, Toumbelis, Theofanis, Panakis                      |
| Olympiakos Piräus   | Tsanaktsis, Plessas, Simantiris, Polychroniou, Savvas Papazoglou, Th. Mbembis, Kostas Papazoglou, Ch. Yfantis, Aristidis Papazoglou, Psychos |
| Platzverweise       | Papaemmanouil (5.) – S. Papazoglou (5.), A. Papazoglou (33.)                                                                                 |